# Alectra linearis
Alectra linearis är en snyltrotsväxtart som beskrevs av Frank Nigel Hepper. Alectra linearis ingår i släktet Alectra och familjen snyltrotsväxter. Inga underarter finns listade i Catalogue of Life.